# Liber Usualis

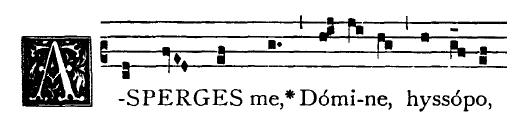
Inizio del Asperges Me nel Liber Usualis

Il Liber usualis Missae et Officii, ma più comunemente Liber usualis, è un libro liturgico che contiene una raccolta dei canti gregoriani utilizzati dalla Chiesa cattolica nel rito romano. Dei canti vengono trascritti i testi e la melodia nella sola notazione quadrata.

La prima edizione risale al 1896, effettuata dai monaci dell'Abbazia di Solesmes. Sono seguite diverse edizioni e dopo il Concilio Vaticano II non ha avuto più nuove edizioni.
Il Liber Usualis è diffuso in tutto il mondo in latino, anche se attualmente viene sostituito dal più aggiornato Graduale Triplex dove nel repertorio, oltre alla notazione quadrata, viene trascritta anche la notazione sangallese e metense e dove la scelta dei brani è più meditata.

## Contenuto
Dopo l'Ordo Missae, cioè il testo della Messa, è presente una piccola guida al canto gregoriano indirizzata ai cantori meno esperti con indicazioni nell'esecuzione della salmodia.
Seguono i canti dell'ordinario della messa e tutti i salmi nei loro otto toni e il Magnificat, che vengono impiegati nella recita del Breviario romano e nella Liturgia delle Ore.
Si prosegue con il proprio del Tempo:  per ogni giorno del calendario liturgico sono segnati tutti i canti che devono essere eseguiti nella vigilia, nelle lodi mattutine, nell'ora terza, sesta, nona, nei Vespri, nella Compieta e nella Messa.
I canti che riguardano la Liturgia delle Ore sono contenuti in quella parte del libro detta "Antiphonarium", mentre quelli che riguardano la Messa sono nella parte dei "Gradualia".
Nell'insieme è formato da una raccolta eterogenea di brani. Se la maggior parte dei pezzi appartiene al patrimonio genuino del canto gregoriano, un'altra buona parte è di più recente data e porta le caratteristiche più o meno visibili del luogo e dell'epoca di composizione (Messa ed Ufficio della SS.ma Trinità per esempio). Altri pezzi arrivano perfino ad allontanarsi nettamente dallo stile gregoriano (Adoro te devote, Stabat Mater) o vi si oppongono completamente (O filii et filiae, Adeste fideles), pur rimanendo "musica religiosa".